# Ripley's Game
Cet article concerne le film de Liliana Cavani. Pour le livre, voir Ripley s'amuse (roman).
Pour les articles homonymes, voir Ripley.
Pour plus de détails, voir Fiche technique et Distribution.
Ripley's Game ou Ripley s'amuse au Québec (Il gioco di Ripley en italien) est un film italo-anglo-américain réalisé par Liliana Cavani, sorti en 2002.

## Synopsis
Vingt ans après ses premiers méfaits criminels, Tom Ripley vit aujourd'hui principalement de son activité de marchand d'art spécialisé dans les faux. Il habite paisiblement une majestueuse villa palladienne en Vénétie. Client de l'honnête encadreur Jonathan Trevanny, qui se sait condamné par une leucémie, Ripley le persuade de commettre un meurtre en échange d'une forte somme d'argent.

## Fiche technique
Sauf indication contraire, les informations mentionnées dans cette section peuvent être confirmées par la base de données cinématographiques IMDb,  présente dans la section « Liens externes ».
- Titre québécois : Ripley s'amuse
- Titre français et original : Ripley's Game[1]
- Titre italien : Il gioco di Ripley
- Réalisation : Liliana Cavani
- Scénario : Charles McKeown et Liliana Cavani, d'après Ripley s'amuse de Patricia Highsmith
- Direction artistique : Giovanni A. Scribano
- Décors : Francesco Frigeri
- Costumes : Fotini Dimou, Raffaella Fantasia et Alberto Verso
- Directeur de la photographie : Alfio Contini
- Montage : Jon Harris
- Musique : Ennio Morricone
- Production : Simon Bosanquet, Ileen Maisel et Riccardo Tozzi

Producteurs délégués : Marco Chimenz, Cam Galano, Rolf Mittweg, Mark Ordesky et Russell Smith
- Sociétés de production : Baby Films, Cattleya et Mr. Mudd
- Distribution : 
  - Italie 01 Distribution
  - France Metropolitan Filmexport
  - Royaume-Uni Entertainment Film Distributors
- Budget : 30 000 000 $
- Pays de production :  Italie,  Royaume-Uni,  États-Unis
- Genres : drame, thriller
- Durée : 110 minutes
- Dates de sortie[1] :
  - Italie : 2 septembre 2002 (Mostra de Venise 2002)
  - Belgique : 7 mai 2003
  - Royaume-Uni : 30 mai 2003
  - États-Unis : 4 septembre 2003 (diffusion à la télévision)
  - France : 12 janvier 2006 (sortie en vidéo)

## Distribution
- Ray Winstone (VQ : Manuel Tadros) : Reeves
- John Malkovich (VF : Edgar Givry ; VQ : Luis de Cespedes) : Tom Ripley
- Uwe Mansshardt : Terry
- Hanns Zischler (VQ : Claude Préfontaine) : le marchand d'art
- Paolo Paoloni (VQ : Aubert Pallascio) : Franco
- Maurizio Lucà : l'assistant de Franco
- Dougray Scott (VF : Guy Chapellier ; VQ : François Trudel) : Jonathan Trevanny
- Evelina Meghangi : Maria
- Chiara Caselli (VF : Déborah Perret ; VQ : Viviane Pacal) : Luisa Harari
- Lena Headey (VQ : Anne Bédard) : Sarah Trevanny
- Sam Blitz (VQ : Laurent-Christophe De Ruelle) : Matthew Trevanny
- Emidio La Vella : le propriétaire du magasin de chaussures
- Lutz Winde : Ernst
- Nikolaus Deutsch : Dr. Wentzel
- Wilfried Zander : Belinsky

Source et légende : Version québécoise (V.Q.) sur Doublage Québec.

## Tom Ripley
Plusieurs autres acteurs ont interprété  le rôle de Tom Ripley :
- 1960 : Alain Delon dans Plein Soleil de René Clément, d'après Monsieur Ripley
- 1977 : Dennis Hopper dans L'Ami américain de Wim Wenders, d'après le roman Ripley s'amuse
- 1999 : Matt Damon dans Le Talentueux Mr Ripley (The Talented Mr. Ripley) d'Anthony Minghella, d'après Monsieur Ripley
- 2005 : Barry Pepper dans Mr. Ripley et les Ombres (Ripley Under Ground) de Roger Spottiswoode, d'après Ripley et les Ombres
- 2024 : Andrew Scott dans Ripley, série créée par Steven Zaillian